# Prix Boccace
Le prix Boccace est un prix littéraire français, fondé en 2011, qui récompense un recueil de nouvelles publié en langue française au cours de l'année écoulée. Il tient son nom de l'écrivain italien du XIVe siècle, Boccace (1313-1375), l'un des précurseurs de ce genre littéraire,.

## Présentation
Le prix, créé par l'association Tu connais la nouvelle ?, elle-même fondée en 1995 et bénéficie du soutien du conseil départemental du Loiret qui remet depuis 2011 une bourse d'une valeur de 2 500 € au lauréat,.
Initialement, le prix devait porter le nom de l'écrivaine française Annie Saumont.

### Composition du jury
Les membres du jury sont des membres de l'association, des auteurs de nouvelles et des acteurs du monde littéraire et artistique.
- 2022[4] :
  - Yahia Belaskri (président du jury)
  - Gérard Audax[6]
  - Ella Balaert
  - Cécile Boccaccio[7]
  - Sophie Collin[8]
  - Jean-Claude Cotillard
  - Mercedes Deambrosis
  - Emmanuelle Favier
  - Annie Ferret
  - Gérard Vantaggioli
  - Carole Zalberg
- 2012[1] : 
  - Maylis de Kerangal
  - Gérard Audax
  - Christiane Baroche
  - Jean-Marie Blas de Roblès
  - Frédérique Clémençon
  - Hervé Le Tellier[1]

## Lauréats et lauréates
Le prix est remis au château de Chamerolles à Chilleurs-aux-Bois:
- 2011 : Frédérique Clémençon pour Les Petits (éditions de l'Olivier)[10],[11], remis le 29 mai 2011[12]
- 2012 : Serge Pey pour Trésor de la Guerre d'Espagne (Zulma), remis le 24 juin 2012[13]
- 2013 : Arnaud Modat pour La Fée Amphète, (Quadrature)
- 2014 : Jean-Pierre Cannet pour Le Grand Labeur (éditions Rhubarbe)[14]
- 2015 : Julien Bouissoux pour Une autre vie parfaite (Éditions L'Âge d'Homme)
- 2016 : François Salmon pour Rien n'est rouge (éditions Luce Wilquin)
- 2017 : Sylvie Dubin pour Vent de boulet (éditions Paul&Mike)[15]
- 2018 : Marie Frering pour L’Heure du poltron (éditions Lunatique)[16]
- 2019 : Julien Syrac pour Berlin on/off (Quidam éditeur), remis le 16 juin 2019
- 2020 : Joël Hamm pour L’Ivresse de la chute (éditions Zonaires), remis le 23 mai 2021
- 2021 : Ella Balaert pour Poissons rouges et autres bêtes aussi féroces (éditions Des femmes), remis le 23 mai 2021[17]
- 2022 : Sara-Ànanda Fleury pour Western Spaghetti (éditions Le Quartanier), remis le 15 mai 2022[4]
- 2023 : Gilles Verdet pour Les passagers[4]
- 2024 : Guillaume Lecointre pour Muséum 2080[4]